# Dinastia Walashma
La dinastia Walashma fu una dinastia musulmana medievale del Corno d'Africa. Fondata nel XIII secolo, governava i sultanati di Ifat e Adal nelle attuali Somalia, Gibuti, Eritrea ed Etiopia orientale.

## Origini
I principi Walashma di Ifat e Adal sostenevano di possedere tradizioni genealogiche arabe. In termini di discendenza, le tradizioni Walashma tracciano la discendenza dalla tribù Banu Makhzum tramite El Maqrisi. Ma il Sultanato di Ifat fa risalire la sua discendenza ad Akīl ibn Abī Tālib, fratello del califfo ʿAlī e di Djaʿfar ibn Abī Tālib. Quest'ultimo fu tra i primi musulmani a insediarsi nella regione del Corno d'africa. Tuttavia, la semi-leggendaria Storia dei Walasma afferma che ʿUmar ibn-Dunya-hawaz era un discendente del figlio del califfo ʿAlī, al-Hasan. Ciò non è supportato né dai Maqrizi né dai Walashma. Ma ʿUmar ibn-Dunya-hawaz, che entrambi affermano essere stato il fondatore della dinastia, era di origine Coreiscita o Hashemita. Lo storico arabo del XIV secolo Ibn Khaldun menziona che gli antenati dei Walasma erano un tempo tributari del regno di Damot.

## Lingua
Secondo lo studioso Ferry Robert, la lingua parlata dal popolo di Adal così come dai suoi governanti, gli Imam e i Sultani, assomiglierebbe molto alla attuale lingua del Harar. Lo storico etiope del XIX secolo Asma Giyorgis invece suffermo che gli imam della dinastia Walashma parlassero arabo.

## Sultanato di Ifat
Verso la fine del XIII secolo, a nord di Harar nacqu sultanato musulmano sotto il governo della dinastia Makhzumi. Una fonte contemporanea descrive il sultanato dilaniato da conflitti interni e indebolito dalle lotte con gli stati musulmani vicini. Nel 1278 uno di questi stati confinanti, chiamato Ifat nella parte orientale dello Scioa, guidato dai Walashma invase il Sultanato dello Scioa. Dopo alcuni anni di lotte il sultanato venne annesso dal Sultanato di Ifat. Questa annessione è solitamente attribuita a ʿUmar, ma morì 50 anni prima Più probabilmente si trattava del nipote Jamal ad-Dīn o forse addirittura del pronipote Abūd. Nel 1288 il sultano Wali Asma conquistò con successo Hubat, Adal e altri stati musulmani nella regione. Rendendo Ifat il regno musulmano più potente del Corno d'Africa.

## Sultanato di Adal
Il termine Adal fu usato storicamente per indicare le regioni pianeggianti abitate da musulmani a est della provincia di Ifat . Fu utilizzato in modo ambiguo nel Medioevo per indicare la parte di pianura abitata dai musulmani a est dell'impero etiope. Compreso il nord del fiume Awash verso il lago Abbe e il territorio tra Lo scoia e Zeila sulla costa nord occidentale somala . Secondo Ewald Wagner, la regione di Adal fu storicamente l'area che si estendeva da Zeila ad Harar. Verso la fine del XIV secolo i principi Walasma Haqq ad-Din II e Sa'ad ad-Din II trasferirono la loro base sull'altopiano di Harari ad Adal formando un nuovo Sultanato.
L'ultimo sultano di Ifat, Sa'ad ad-Din II, fu ucciso a Zeila dopo essere fuggito lì nel 1403, i suoi figli fuggirono nello Yemen, prima di tornare più tardi sull'altopiano Hararino nel 1415. All'inizio del XV secolo, la capitale di Adal fu stabilita nella città di Dakkar, dove Sabr ad-Din III, il figlio maggiore di Sa'ad ad-Din II, stabilì una nuova base dopo il suo ritorno dallo Yemen. Verso la fine del 1400 i sultani Walasma iniziarono ad essere sfidati dagli emiri Harla dell'altopiano di Harar con l'ascesa dell'Imam Mahfuz .
Il quartier generale di Adal fu trasferito nel secolo successivo, questa volta ad Harar. Da questa nuova capitale, Adal organizzò un esercito famigerato dall'Imam Ahmad ibn Ibrahim al-Ghazi che invase l'impero abissino. Questa campagna del XVI secolo è storicamente nota come Conquista dell'Abissinia ( Futuh al-Habash ). Durante la guerra, l'Imam Ahmad fece ampio uso di cannoni forniti dall'impero ottomano, che importò attraverso Zeila e schierò contro le forze abissine e i loro alleati portoghesi guidati da Cristoforo da Gama. Alcuni studiosi sostengono che questo conflitto dimostrò la superiorità di armi da fuoco come il moschetto a miccia, i cannoni e l'archibugio rispetto alle armi tradizionali.